# アメリカソフトボール殿堂博物館
アメリカソフトボール殿堂博物館（英: National Softball Hall of Fame and Museum）は、アメリカ合衆国オクラホマ州オクラホマシティにあるソフトボール専門の博物館。

## 概要
1973年7月1日開館。アメリカ合衆国のソフトボールにおける歴史的な資料の保存に取り組んでおり、ソフトボール史において顕著な貢献をした人物と団体の功績を讃える「アメリカソフトボール殿堂」を総括している。
USAソフトボールが運営しており、敷地内には同協会の本部とデヴォン・パーク（USAソフトボール・インターナショナルカップ、ウィメンズ・カレッジ・ワールドシリーズ（WCWS）などの開催地）が併設されている。
館内には、殿堂入り選手や歴史的試合の記念ボール、スコアカード、バット、帽子、ユニフォームなどが数多く展示してある。過去のオリンピックやカレッジソフトボールに関する展示コーナーもあり、競技の誕生から今日に至るまでのソフトボールの歴史を多彩な方面から紹介している。

## アメリカソフトボール殿堂
アメリカ合衆国のソフトボール史において顕著な活躍をした選手・監督・コーチ、およびソフトボールの発展に大きく寄与した人物・団体に対して、その功績を讃え顕彰するため、1957年に創設された。殿堂ホールはオクラホマ州オクラホマシティのUSAソフトボール本部に併設されているアメリカソフトボール殿堂博物館内にある。
殿堂入り表彰には選手（players）と選手以外（non players）の部門があり、選手部門はファストピッチ（男子・女子）、スローピッチ（男子・女子）、モディファイドピッチ（Modified Pitch）に分類され、選手以外の部門はコミッショナー、功労者（Meritorious Service）、審判員（Umpire）、監督（Manager）、スポンサー、チームに分類される。
表彰は毎年行われ、1957年から2023年までに448の選手・団体がソフトボール競技への功績や貢献に基づいて殿堂入りしている。